# Kily González
Cristian Alberto González Peret (Rosario, 4. kolovoza 1974.) je argentinski umirovljeni nogometaš. 

## Trofeji

### Valencia
- La Liga: 2001./02., 2003./04.
- UEFA Liga prvaka
  - Finalist (2): 1999./00., 2000./01.

### Argentinska nogometna reprezentacija
- Olimpijska medalja: 2004.

### Internazionale
- Serie A: 2005./2006.
- Coppa Italia: 2005.
- Supercoppa Italiana: 2005.

## Vanjske poveznice
- Karijera u nogometnoj reprezentaciji
- (šp.) Argentine Primera - statistika
- (tal.) Profil na Inter.it  Arhivirana inačica izvorne stranice od 21. svibnja 2006. (Wayback Machine)